# Antun Gustav Matoš
Antun Gustav Matoš, född 13 juni 1873 i Tovarnik, död 17 mars 1914 i Zagreb, var en kroatisk poet, novellist, journalist, essäist och reseskildrare. Han anses ha varit en av de främsta kroatiska modernisterna och en av de främsta kroatiska poeterna genom tiderna. Han är inte översatt till svenska (år 2021)

## Biografi
Matoš föddes i orten Tovarnik i regionen Srijem i dagens Kroatien, dåvarande Österrike-Ungerns provins Kroatien-Slavonien. I tvåårsåldern flyttade han med sina föräldrar till Zagreb. 1893 blev han inkallad till militärtjänst i Österrike-Ungerns krigsmakt men avvek 1894. Under de nästkommande 13 åren efter deserteringen levde han i Belgrad, Genève och Paris. Medan han vistades i Paris, som då ansågs vara mittpunkten för det europeiska kulturlivet, skrev Matoš sina viktigaste prosaverk. Efter att ha fått amnesti återvände han till Zagreb 1908. Som 40-åring kom han att förgäves söka läkarhjälp för sin strupcancer i Italien. Kort därefter avled han i Zagreb i sviterna av sin sjukdom.

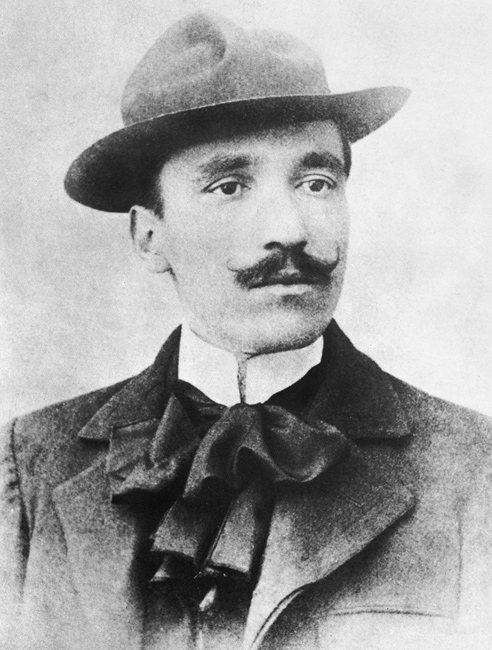

## Litterära verk
Matoš är central för den litterära period som i Kroatien kallas "den moderna", det vill säga modernismen. Han var betydelsefull genom att knyta an till den franska symbolismen och impressionismen, med förebilder som Baudelaire, Mallarmé, Barrès och Huysmans.
Han debuterade 1892 med novellen Moć savjesti vilken betecknar den inhemska modernismens början. 

### Prosa
Vad gäller kreativa tekniker och stilfigurer som han använde i sina verk, framför allt med avseende på olika teman, kan man dela upp hans prosaiska opus i två olika faser:
- den som behandlar inhemska teman med riktiga människor som han träffat under sin tid i Zagreb och Zagorje och
- den andra som omfattar noveller med bisarra handlingar i vilka särlingar har huvudrollen.

Element som kan hittas i båda faserna är en mycket betonad lyrisk stämning och kärleksmotiv. Faserna förekommer samtidigt, vilket gör att man inte kan prata om någon utveckling hos Matoš som berättare. Hans ämnen tycks istället avgöra metod.

### Poesi
I början av sitt författarskap skrev och publicerade han noveller, reseskildringar, recensioner och olika texter på den tidens kulturssidor i tidningar och tidskrifter. Senare, runt 1906, började han kontinuerligt skriva poesi för olika tidskrifter.
Fram till slutet av sitt liv hade han skrivit endast 80 dikter, vilka samlades i den postuma diktsamlingen Pjesme (1923). Hans dikter har medtagits i flera antologier över den kroatiska poesin.
Hans första publicerade dikt var Hrastovački nokturno, skriven på kajkavisk dialekt. Dikten skrevs i Paris som en del av novellen Nekad bilo - sad se spominjalo, publicerad i boken Novo iverje (1900) i Zagreb. Denna dikt är betydelsefull för den kroatiska litterära traditionen eftersom den blåste nytt liv i den dialektala poesin, som tidigare varit försummad.
Matoš tog många element från sin stora förebild Baudelaire. Sonettformen, känslan för versens musikalitet, känslan för synestesi, den uttalade rytmen och sångintonationen är några kännetecken på hans poesi. Motiv som ofta förekommer är kärlek och blomster.
Bortsett från kärleksmotiv är patriotiska element också genomgående, särskilt i dikterna Stara pjesma, 1909. och Iseljenik, där han ger uttryck för sin besvikelse efter återkomsten till sina hemtrakter och skriver elegiska, dystra verser.

## Verk (urval)
- Iverje, 1899
- Novo iverje , 1900
- Ogledi, 1905
- Vidici i putovi, 1907
- Umorne priče, 1909
- Naši ljudi i krajevi, 1910
- Pečalba, 1913

## Hedersbetygelser
- Många gator, skolor och torg i Kroatien är uppkallade efter honom.
- Med anledning av 40-årsdagen av hans död 1954 uppfördes en minnesplatta på en tvåvåningsbyggnad på Jurjevska 10 i Zagreb. Det gamla huset där Matoš tillbringade sin ungdom stod på den platsen.
- 1978 uppfördes ett monument över honom, Matoš på en bänk av skulptören Ivan Kožarić, på Strossmayers promenadstråk i Gornji Grad i Zagreb. Kopior av detta monument uppfördes i Sisak, på strandpromenaden längs Kupa (1992) och i Issy-les-Moulineaux nära Paris, i Mille Roses-parken i St. Sauveur-kapellet vid Corentin Celton Hospital (8 februari , 2014).
- Sedan 1999 har Matica hrvatska-priset för litterär och konstnärlig kritik "Antun Gustav Matoš" utdelats till hans minne.